# Glenurus luniger
Glenurus luniger is een insect uit de familie van de mierenleeuwen (Myrmeleontidae), die tot de orde netvleugeligen (Neuroptera) behoort. 
Glenurus luniger is voor het eerst wetenschappelijk beschreven door Gerstäcker in 1894.